# 雲端安全聯盟
雲端安全聯盟（英語：Cloud Security Alliance，簡稱CSA）是一個非營利組織，其使命是「促進使用最佳實踐在雲端運算內提供安全保證，並提供有關雲計算使用的教育，以幫助保護所有其他形式的計算」。雲端安全聯盟在全球擁有超過80,000名個人會員。雲端安全聯盟在2011年時獲得了很高的聲譽，當時美國聯邦政府選擇了雲端安全聯盟峰會作為宣布聯邦政府雲計算策略的場所。

## 外部連結
- 官方網站